# Fundamentalklasse
In  der Mathematik bezeichnet man als Fundamentalklasse einen Erzeuger der höchsten Homologiegruppe einer Mannigfaltigkeit. Im Falle triangulierter Mannigfaltigkeiten kann man die Fundamentalklasse durch die formale Summe der kohärent orientierten Simplizes der Triangulierung repräsentieren.
Zykel, welche die Fundamentalklasse repräsentieren (d. h., deren Homologieklasse die Fundamentalklasse  ist), werden als Fundamentalzykel bezeichnet.

## Definitionen

### Geschlossene, orientierbare Mannigfaltigkeiten
Es sei {\displaystyle M} eine geschlossene orientierbare {\displaystyle n}-dimensionale Mannigfaltigkeit. Dann ist
{\displaystyle H_{n}(M;\mathbb {Z} )\cong \mathbb {Z} }
und man bezeichnet einen der beiden Erzeuger als Fundamentalklasse {\displaystyle \left[M\right]}.

### Mannigfaltigkeiten mit Rand
Es sei {\displaystyle M} eine kompakte, orientierbare {\displaystyle n}-dimensionale Mannigfaltigkeit mit Rand. Dann ist
{\displaystyle H_{n}(M,\partial M;\mathbb {Z} )\cong \mathbb {Z} }
und man bezeichnet einen der beiden Erzeuger als relative Fundamentalklasse {\displaystyle \left[M,\partial M\right]}.

### Nicht-orientierbare Mannigfaltigkeiten
Es sei {\displaystyle M} eine geschlossene, nicht notwendig orientierbare,
{\displaystyle n}-dimensionale Mannigfaltigkeit. Dann ist
{\displaystyle H_{n}(M;\mathbb {Z} /2\mathbb {Z} )\cong \mathbb {Z} /2\mathbb {Z} }
und man bezeichnet den Erzeuger (d. h. das nichttriviale Element) als {\displaystyle \mathbb {Z} /2\mathbb {Z} }-Fundamentalklasse.

### Lokale Orientierungen
Es sei {\displaystyle M} eine {\displaystyle n}-dimensionale Mannigfaltigkeit. Dann gilt
{\displaystyle H_{n}(M,M\setminus \left\{x\right\};\mathbb {Z} )\cong \mathbb {Z} }
für jeden Punkt {\displaystyle x\in M}. Falls {\displaystyle M} geschlossen und orientierbar ist, dann ist
{\displaystyle i_{*}\colon H_{n}(M;\mathbb {Z} )\to H_{n}(M,M\setminus \left\{x\right\};\mathbb {Z} )}
ein Isomorphismus und man bezeichnet das Bild der Fundamentalklasse {\displaystyle \left[M\right]} unter {\displaystyle i_{*}} als lokale Orientierung in {\displaystyle x}.

### Nichtkompakte Mannigfaltigkeiten
Es sei {\displaystyle M} eine orientierbare {\displaystyle n}-dimensionale Mannigfaltigkeit. Dann gibt es zu jeder kompakten Teilmenge {\displaystyle K\subset M} eine Homologieklasse
{\displaystyle \left[M\right]_{K}\in H_{n}(M,M\setminus K;\mathbb {Z} )\cong \mathbb {Z} }
so dass jede Inklusion {\displaystyle K_{1}\to K_{2}} kompakter Teilmengen die Klasse {\displaystyle \left[M\right]_{K_{2}}} auf {\displaystyle \left[M\right]_{K_{1}}} abbildet.

### Kronecker-Paarung
Die kanonische Kronecker-Paarung zwischen Homologie und Kohomologie lässt sich im Fall {\displaystyle n}-dimensionaler, geschlossener, orientierbarer Mannigfaltigkeiten wie folgt interpretieren. Sei die Kohomologieklasse {\displaystyle \beta \in H^{n}(M;\mathbb {R} )} in De-Rham-Kohomologie repräsentiert durch die Differentialform {\displaystyle \omega }, dann ist
{\displaystyle \langle \beta ,\left[M\right]\rangle =\int _{M}\omega }.